# Verwolde (gemeente)
Verwolde is een voormalige gemeente in Gelderland.
De hoge heerlijkheid Verwolde was op 1 januari 1812 bij de gemeente Laren gevoegd. Op 1 januari 1818 werd het weer losgemaakt van Laren als een zelfstandige gemeente. Op 22 mei 1854 werd de gemeente opnieuw bij de gemeente Laren gevoegd.